# James Hector
Pour les articles homonymes, voir Hector (homonymie).
James Hector (16 mars 1834 – 6 novembre 1907) est un géologue, naturaliste, et chirurgien écossais qui participe à l'expédition Palliser (1858-1860).

## Biographie
Il étudie à l'Edinburgh Academy. À l'âge de 14 ans, il commence à travailler en tant qu'actuaire dans l'entreprise de son père. Il entre à l'université d'Édimbourg pour suivre des études de médecines, il en sort diplômé en 1856. Peu après, John Palliser (1817-1887) invite Hector à être le chirurgien et le géologue de l'expédition Palliser. Le but de cette expédition est d'explorer l'Ouest canadien et de déterminer de possibles routes pour les voies ferrées du Canadien Pacifique, mais aussi de cartographier les Prairies et faire l'inventaire des animaux et plantes qui y vivent.
En 1858, alors que l'expédition Palliser explore un passage montagneux près de la ligne de partage des eaux dans les Rocheuses canadiennes, Hector est sérieusement blessé par un cheval qui lui rue dessus.  Hector est atteint alors qu'il essayait d'aider à dégager, avec ses compagnons, le cheval qui était tombé dans la rivière ; il est atteint en pleine poitrine. Après être resté quatre heures inconscient, ses compagnons pensent James Hector mort. Ils débutent le creusement de sa tombe, quand, tout à coup, Hector commence à reprendre ses esprits. James Hector écrit la chose suivante dans son journal de l'expédition : « In attempting to recatch my own horse, which had strayed off while we were engaged with the one in the water, he kicked me in the chest ». 
Alors qu'Hector guérit, on nomme le passage et une rivière proche de là en souvenir de cet accident : respectivement, le Kicking Horse Pass et la Kicking Horse River.
Quand Hector rentre de ce voyage, il reçoit de nombreuses récompenses et promotions. Il est, entre autres, anobli par la reine Victoria. Quelques années plus tard, Hector emmène son fils Douglas sur les traces de son voyage dans le Canada de l'Ouest. Mais pendant le voyage, Douglas a une crise d'appendicite. Douglas est transporté à l'hôpital de Revelstoke (Colombie-Britannique), mais meurt durant son traitement avant que son père ne puisse lui montrer quoi que ce soit.
Il arrive en Nouvelle-Zélande en 1861 et devient en 1865 directeur du service géologique. Il fonde la même année le Musée Colonial, à Wellington et en devient directeur. Le musée est le précurseur du Te Papa, le musée national de Nouvelle-Zélande. 
Le nom de dauphin de Hector, une espèce de dauphin endémique à la Nouvelle-Zélande, aujourd'hui menacée, lui est dédié par Pierre-Joseph van Beneden (1809-1894). En 1884, le mont Hector dans les Rocheuses canadiennes est également nommé d'après lui.
Hector devient membre de la Royal Society en 1866 et reçoit la médaille Clarke de la Société royale de Nouvelle-Galles-du-Sud en 1887.